# Урядовий уповноважений у справах Європейського суду з прав людини
Урядовий уповноважений у справах Європейського суду з прав людини — посадова особа, на яку Кабінетом Міністрів України покладено повноваження щодо забезпечення представництва під час розгляду справ про порушення положень Конвенції про захист прав і основних свобод людини 1950 року в Європейській комісії з прав людини та Європейському суді з прав людини. 
Урядовий уповноважений у своїй діяльності керується Конституцією України, законами України, актами Президента України, Кабінету Міністрів України, міжнародними договорами України, Внутрішнім регламентом Європейської комісії з прав людини, Внутрішнім регламентом Європейського суду з прав людини та цим Положенням.
Урядовим уповноваженим призначається особа, яка не менш як 10 років проживає в Україні, є громадянином України, має вищу юридичну освіту, стаж роботи в галузі права не менш як 10 років, володіє однією з офіційних мов Ради Європи.
Основними завданнями Урядового уповноваженого є:
- представництво України в Європейському суді з прав людини під час розгляду справ про порушення Україною положень Конвенції, а також під час розгляду справ за позовами України стосовно порушень положень Конвенції іншими державами — учасницями Конвенції;
- координація роботи зацікавлених органів виконавчої влади, пов'язаної з підготовкою матеріалів для розгляду справ у Суді;
- підготовка і внесення на розгляд Суду письмових доповідей, участь у слуханні справ, які розглядаються ними;
- унесення на розгляд Кабінету Міністрів України пропозицій про усунення порушень положень Конвенції, недопущення таких порушень у майбутньому;
- надання необхідної інформації уповноваженим особам, які прибуватимуть в Україну з метою проведення перевірок дотримання Конвенції.

На виконання основних завдань Урядовий уповноважений:
- вивчає факти порушення прав людини в Україні відповідно до запитів Комісії та Суду;
- відповідає на запити Суду, надає докази, надсилає повідомлення та додаткові письмові зауваження щодо справ про порушення положень Конвенції;
- надає Суду інформацію та відповідні матеріали щодо справ про порушення Конвенції;
- надсилає до відповідних державних органів України запити стосовно надання матеріалів і пояснень щодо конкретних випадків порушень прав людини;
- виступає доповідачем у справах щодо порушення прав людини під час їх розгляду в Суді;
- інформує Кабінет Міністрів України про хід розгляду справ у Суді;
- подає Кабінетові Міністрів України пропозиції про запобігання порушенням прав людини в Україні;
- проводить переговори з метою врегулювання спору шляхом укладення мирової угоди з позивачем.

Діяльність Урядового уповноваженого у справах Європейського суду з прав людини забезпечується Секретаріатом Урядового уповноваженого у справах Європейського суду з прав людини, структурним підрозділом Мін'юсту, яке очолює керівник Секретаріатом Урядового уповноваженого у справах Європейського суду з прав людини.
- Юрій Зайцев (2006–2010)[1][2];
- Валерія Лутковська (2011–2012)[3][4];
- Назар Кульчицький (2012–2013)[5][6]
- Наталія Севостьянова (2014–2015)[7][8];
- Борис Бабін (червень-грудень 2015);
- Іван Ліщина (2016–2021)[9];
- Маргарита Скоренко (з 30 серпня 2022)[10]